# Supraposition
Der Begriff Supraposition (Ableitung: lateinisch, supra = über, positio = Lage, Stellung) bezeichnet die Lage architektonischer Gliederungselemente, die sich direkt übereinander angeordnet befinden, und dadurch Fassadengliederungen eine weiterführende Dynamik verleihen. Dies gilt insbesondere für den Gliederungselementeaufbau von Achsen, aber auch für architektonische Details, wie Baldachinen über Skulpturen, oder gemalte Details bei Fresken. (Beispiel: Die Darstellung des heiligen Geistes oberhalb der Taufe Christi).
Die Verwendung des Wortes Supraposition erleichtert architektonische Beschreibungen.